# Mälar 22

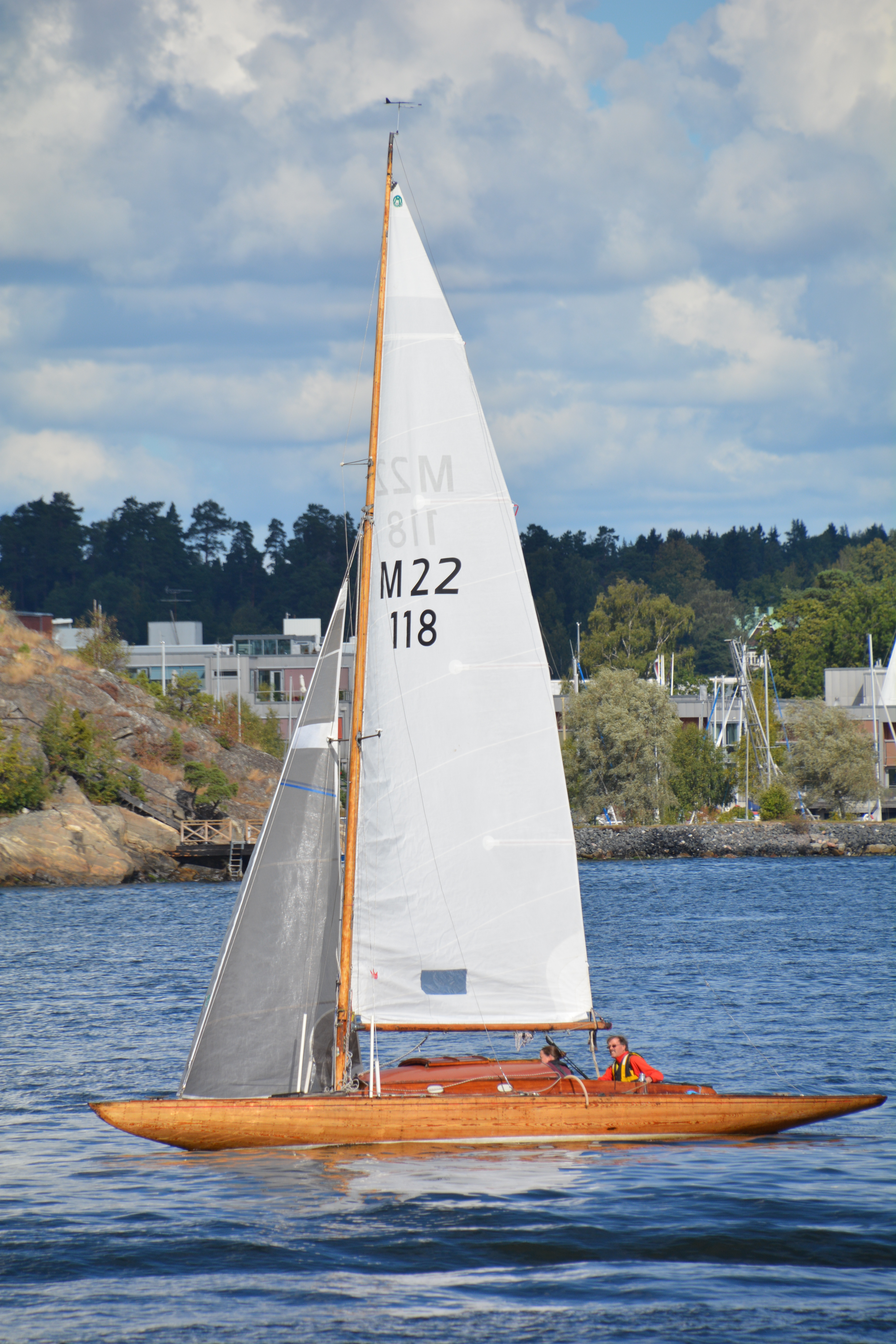
S/Y Maruna, byggd 1945, vid kappsegling utanför Stockholm 2015.

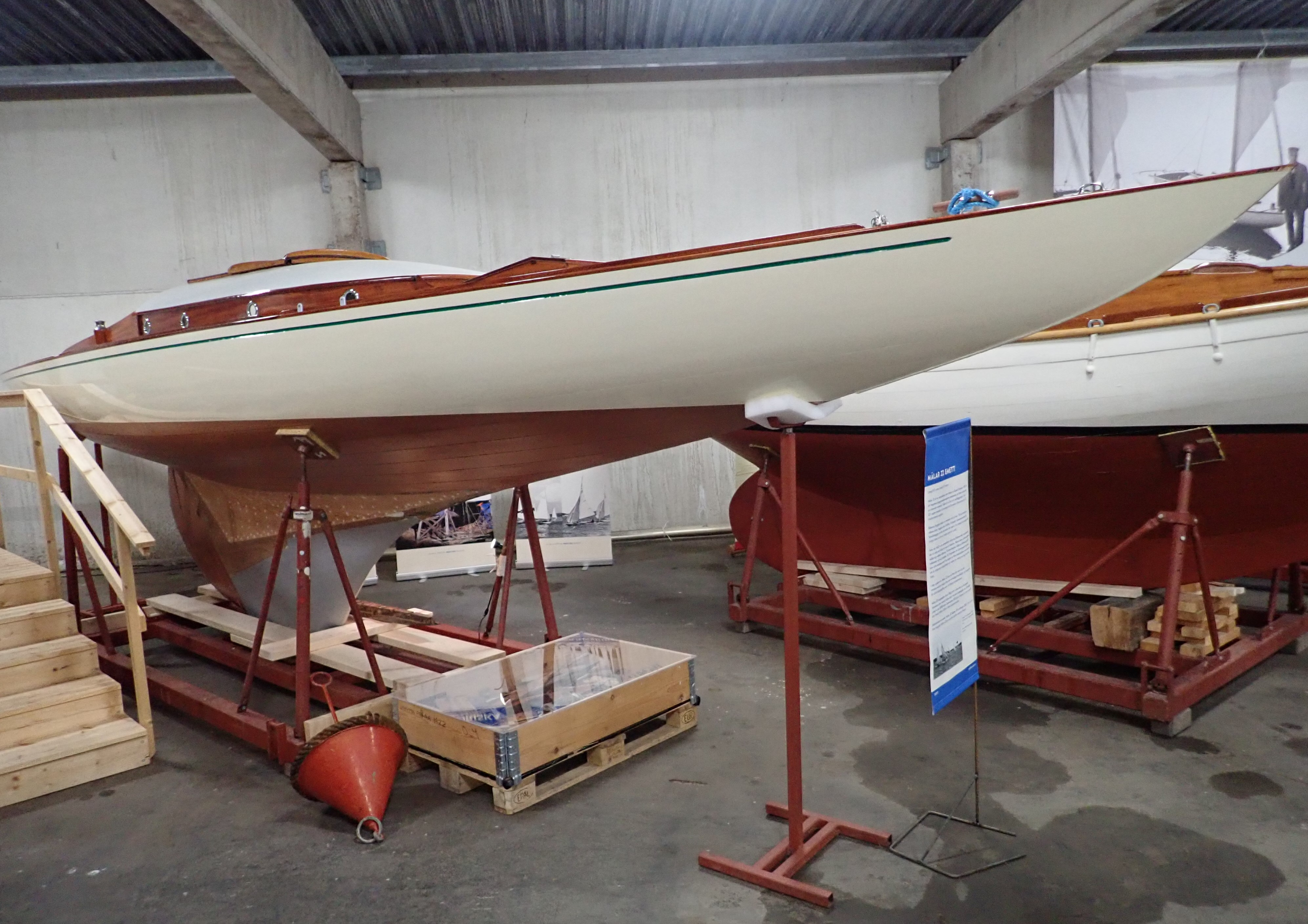
Emett, det förstbyggda exemplaret av Mälar 22, ritad 1929 av Gustaf Estlander, och här utställd på Sjöhistoriska museets båtmagasin på Rindö.

En Mälar 22:a är en entypsbåt med ruff och plats för två till tre personer.
En Mälar 22:a är byggd av furu på ek- och järnspant med en överbyggnad i ek eller mahogny. Däcket är målad däcksduk på spontat virke. Strikt tillämpade klassregler har bevarat Mälar 22:ans karaktär, och senare byggda båtar är därför i allt väsentligt samma båtar som vid klassens tillkomst på 1930-talet. 
Mälar 22:an konstruerades 1930 av Gustaf Estlander, som fick uppdraget av dåvarande Mälarens Seglarförbund: "Med tanke på att ge seglarna en båt som de kunde använda till kappsegling samt vara en segelbåt till familjesegling. Genom sin enkelhet i uppbyggnad och materialens varaktighet vid rätt underhåll skulle det till och med efter flera års användande, ej åsamka säljaren någon nämnvärd förlust vid en eventuell försäljning."
Mälar 22 är en av de första entypsbåtarna, näst efter Stjärnbåten. Mellan 1930 och 1940 byggdes i medeltal tio båtar per år. Den näst senaste träbåten båten byggdes 1948, och den senaste 1962.
På dispens har Roy Sandgren fått lov att beräkna scantlings och att bygga två Mälar 22:or i glasfiberarmerad plast, som har samma seglingsegenskaper som träbåtarna. Tillsammans med segelmakaren Janne Björnberg har två båtar byggts, nr 140 och nr 141, som båda visat sig uppfylla alla krav av likvärdighet med träbåtarna, ett generellt godkännande att bygga Mälar 22:an i glasfiber armerad plast förväntas inom kort (2015). 
Drygt hälften av Mälar 22:orna byggdes på båtvarv, resterande av amatörbyggare. De två först byggda båtarna, Emett och Emtvå, var lottbåtar. M 22 nr 1, Emett, är bevarad i Statens Sjöhistoriska Museums lokaler i båtmagasinet på Rindö, utanför Vaxholm i Stockholm.
Mälar 22:an har SM-status och har seglat Svenska Mästerskap sedan 1979, en otroligt rolig och välseglande båt som framgångsrikt kan seglas av två personer, men även av tre personer. Under senare år har även kvinnliga besättningar varit framgångsrika.